# Cartel "Hope" de Obama
El afiche HOPE de Barack Obama es una imagen de Barack Obama diseñada por el artista Shepard Fairey, que fue ampliamente descrita como icónico y se volvió sinónimo de la campaña presidencial de Barack Obama de 2008. Consiste en un retrato estilizado en estarcido de Obama en rojo, blanco (en realidad beige) y azul (pastel y oscuro), con la palabra "progreso", "esperanza" o "cambio" debajo (y otros términos en algunas versiones).
El diseño fue creado en un día e impreso primero como un afiche. Fairey vendió 350 de los afiches en la calle inmediatamente después de imprimirlos. Luego, fueron más ampliamente distribuidos, tanto en imagen digital como en otra parafernalia, durante la temporada electoral de 2008, inicialmente de manera independiente, pero no se podía con la aprobación de la campaña oficial de Obama. La imagen se convirtió en uno de los símbolos más ampliamente reconocidos del mensaje de campaña de Obama, generando muchas variaciones e imitaciones, incluyendo algunas encargadas por la campaña de Obama. Esto llevó a que Laura Barton de The Guardian proclamara que la imagen "adquirió el tipo de reconocimiento instantáneo del afiche del Che Guevara de Jim Fitzpatrick y sin duda decorará camisetas, tazas de café y las paredes de los dormitorios de estudiantes en los próximos años."
En enero de 2009, tras haber ganado las elecciones Obama, la versión del retrato en estarcido de la imagen de Fairey fue adquirido por el Instituto Smithsoniano para su Galería Nacional de Retratos. Más tarde, en enero de 2009, fue revelada la fotografía sobre la cual Fairey basó el afiche: una toma de abril de 2006 por un exfotógrafo independiente de Associated Press Mannie Garcia. En respuesta a los pedidos de Associated Press por compensación, Fairey demandó por una sentencia declaratoria que su afiche era un uso legítimo de la fotografía original.

## Concepto y diseño
Shepard Fairey, quien había creado previamente arte urbano político, crítico al Gobierno y de George W. Bush, discutió sobre la naciente campaña de Obama con el publicista Yosi Sergant a fines de octubre de 2007. Sergant sugirió que Fairey creara alguna obra artística en apoyo a Obama y lo contactó con la campaña de Obama para buscar su permiso para que Fairey diseñara un afiche de Obama, el cual fue concedido unas pocas semanas antes del Súper martes. Fairey encontró una fotografía de Obama usando Google Imágenes (posteriormente, revelada como una fotografía de abril de 2006 tomada por Mannie Garcia para Associated Press) y creó el diseño del afiche original en un solo día. La imagen original tenía la palabra "progress" y destacaba la firma de Fairey obey en una estrella —un símbolo asociado con su campaña de arte urbano Andre the Giant Has a Posse— incrustado en el logo de campaña de Obama.
Según el bloguero de The New York Times Steven Heller, el afiche fue inspirado por el realismo social y aunque fue ampliamente elogiado como original y único, puede ser visto como parte de una larga tradición de artistas contemporáneos buscando inspiración de candidatos políticos para producir "afiches que rompen el molde no solo en términos de color y estilo, sino también de mensaje y tono."

## Distribución durante la campaña presidencial
Fairey comenzó a serigrafear afiches poco después de completar el diseño y mostrárselo a Yosi Sergant. En un inicio, vendió 350 y puso 350 más para exhibición. Empezando con esta venta y continuando a lo largo de la campaña, Fairey utilizó el producto de las ventas para producir más de lo mismo. Tras la primera impresión, realizó 4.000 más que fueron distribuidas en los mítines de Obama previos al Súper martes. También colocó una versión digital imprimible en su página web. Como explicó Fairey en una entrevista en octubre de 2008, la imagen se convirtió rápidamente en viral, difundiéndose espontáneamente a través de medios sociales y de boca a boca.
Tras los 700 afiches iniciales, la campaña de Obama convino que quería promover el tema de "esperanza" y la mayoría de los afiches vendidos por Fairey posteriormente tuvieron la palabra "hope" y más tarde "change" en lugar de "progress"; la estrella de obey también estuvo ausente en las versiones posteriores. Para octubre de 2008, Fairey y Sergant afirmaron haber impreso 300.000 afiches (con menos de 2.000 vendidos y el resto regalados o exhibidos) y un millón de adhesivos, así como ropa y otros artículos con la imagen vendidos a través de la página web de Fairey, además de las copias impresas por otros. Según Fairey y Sergant, lo procedido de las ventas de la imagen fueron usados para producir más afiches y otras mercancías en apoyo de la campaña de Obama, más que para el beneficio directo de Fairey.